# Il tangaccio/Grazie, prego, scusi
Il tangaccio/Grazie, prego, scusi è un singolo di Adriano Celentano pubblicato in Italia nel 1963; nel disco suonano i Ribelli.

## Tracce
Lato A
1. Il tangaccio – 2:00 (testo: Mogol, Miki Del Prete – musica: Gianni Marchetti)

Lato B
1. Grazie, prego, scusi – 2:05 (testo: Mogol, Miki Del Prete – musica: Pino Massara)

## Cover
Nel 1963 Dario Tilli e gli Enigmisti incidono la cover di Grazie, prego, scusi (Nuova Enigmistica Tascabile, N. 465).